# Roubiré
Roubiré (auch: Roubiré I) ist ein Dorf in der Landgemeinde Bitinkodji in Niger.

## Geographie
Das von einem traditionellen Ortsvorsteher (chef traditionnel) geleitete Dorf befindet sich rund 32 Kilometer südlich des Hauptorts Saga Fondo der Landgemeinde Bitinkodji, die zum Departement Kollo in der Region Tillabéri gehört. Ein Nachbardorf von Roubiré ist Toulouaré im Nordosten.
Roubiré ist Teil der Übergangszone zwischen Sahel und Sudan. Die durchschnittliche jährliche Niederschlagshöhe beträgt hier zwischen 500 und 600 mm.
Beim Dorf erstreckt sich der Teich Mare de Roubiré. Hier wurden folgende Vogelarten beobachtet:
- Kuhreiher (Bubulcus ibis)
- Mangrovereiher (Butorides striata)
- Spornkuckuck (Centropus senegalensis)
- Abdimstorch (Ciconia abdimii)
- Elfennektarvogel (Cinnyris pulchellus)
- Gelbschnabelwürger (Corvinella corvina)
- Schwarzschwanz-Lärmvogel (Crinifer piscator)
- Stelzenläufer (Himantopus himantopus)
- Grünschwanz-Glanzstar (Lamprotornis chalybaeus)
- Rotbauch-Glanzstar (Lamprotornis pulcher)
- Goldscheitelwürger (Laniarius barbarus)
- Grautoko (Lophoceros nasutus)
- Zwergspint (Merops pusillus)
- Rußschmätzer (Myrmecocichla aethiops)
- Zwergweber (Ploceus luteolus)
- Lachtaube (Streptopelia roseogrisea)
- Bruchwasserläufer (Tringa glareola)
- Grünschenkel (Tringa nebularia)
- Senegalkiebitz (Vanellus senegallus)[3]

Auf der Hochebene von Roubiré wurde außerdem die Rohrweihe (Circus aeruginosus) beobachtet.

## Geschichte
Der kommunale Zweckverband Sivoa, in dem sich mehrere französische Gemeinden zur Verwaltung des Flusses Orge zusammengeschlossen hatten, führte von 2004 bis 2009 in der Gemeinde Bitinkodji ein Programm der Entwicklungszusammenarbeit durch. Im Zuge dessen wurde der 160 Meter lange Damm an der Mare de Roubiré vollständig erneuert. Die französische NGO Eau Vive setzte 2010 ein Aufforstungsprogramm in der Hochebene von Roubiré um und führte im Dorf Methoden zur Bodenverbesserung wie die Zaï-Technik ein.

## Bevölkerung
Bei der Volkszählung 2012 hatte Roubiré 241 Einwohner, die in 14 Haushalten lebten. Bei der Volkszählung 2001 betrug die Einwohnerzahl 302 in 46 Haushalten.

## Wirtschaft und Infrastruktur
An den Ufern der Mare de Roubiré wird Landwirtschaft betrieben. Der Teich wird außerdem zur Fischerei genutzt. Das staatliche Versorgungszentrum für landwirtschaftliche Betriebsmittel und Materialien (CAIMA) unterhält eine Verkaufsstelle im Ort.
Es gibt eine Schule im Dorf. Diese war in den 1970er Jahren an einem groß angelegten Schulfernsehen-Projekt beteiligt, aus dem das erste nationale Fernsehprogramm der staatlichen Rundfunkanstalt ORTN hervorging. Entlang des dem Dorf gegenüberliegenden Ufers der Mare de Roubiré verläuft die 119,5 Kilometer lange und asphaltierte Nationalstraße 6 zwischen der Hauptstadt Niamey und der Staatsgrenze zu Burkina Faso.